# Johann Lukas von Hildebrandt
Johann Lukas von Hildebrandt (Genova, Italija, 14. studenog 1668. – Beč, Austrija, 16. studenog 1745.)bio je poznati austrijski barokni arhitekt, koji je podigao mnoge značajne državne zgrade i crkve. Školovao se u Italiji, i prenio iskustvo baroknog stila u centralnu Europu i južnonjemačke zemlje. Od djela su mu najpoznatija;  dvorac vojvode Schönborn u Göllersdorfu (1712. – 1717.) i palače za princa Eugena Savojskog;  Belvedere, Beč, (1713. – 1723.), Schloßhof na granici Slovačke i Austrije (1729.), i dvorac Ráckeve, u Mađarskoj (1701. – 1702.).

## Život i djelo
Hildebrandt je bio dijete talijanke i nijemca. Graditeljstvo je učio kod poznatog talijanskog arhitekta Carla Fontane u Rimu. Učio je građevinarstvo i inženjeriju kod princa Eugena Savojskog (također u Rimu, i inženjeriju u Pijemontu. Hildebrandt je postao arhitekt miljenik princa Eugena Savojskog.
Godine 1696. Hildebrandt se doselio u Beč, i počeo raditi za bogate bečke plemićke obitelji Daunsa, Harrach, Schönborna, Starhemberga, i princa Eugena Savojskog, koji mu je bio i ostao najveći podupiratelj i naručioc.
Godine 1700., Hildebrandt je postao carski inženjer zadužen za gradnju i održavanje dvorca Hofburg, a 1711. godine promaknut je u nadzornika gradnje. Tek nakon smrti Johanna Bernharda Fischera von Erlacha 1723. godine postao je glavni arhitekt dvorca Hofburg. Naime ispočetka rada u Hofburgu, Hildebrandt je imao veliku konkurenciju i stalnu borbu, s prvim graditeljem Hofburga arhitektom Fischer von Erlachom, zbog toga je radije radio za vanjske aristokratske naručioce. Za razliku od pompoznih i monumentalnih građevina Fischera von Erlacha, Hildebrandtove građevine bile su puno osobnije i imale više dekoracije. Ovo mu je donijelo popularnost u srednjoj klasi.  Hildebrandt je spretno ujedinio elemente talijanskog i francuskog baroka i tako razvio specifičnu inačicu baroka, - austrijski (južnonjemački) barok.
Hildebrandt je istovremeno surađivao i s drugim arhitektima na većim graditeljskim zahvatima poput samostana Göttweig i Rezidencijalne palače u Würzburgu, dvorca Weissenstein u Pommersfeldenu, palače Schwarzenberg u Beču.
Između 1713. do 1716., radi za moćnu i bogatu austrijsku obitelj Kinsky, podiže im palaču Kinsky u Beču. Od 1723. godine, postao je generalni nadzornik za carske građevine. 
Njegov najpoznatiji rad je kompleks dvorca Belvedere: (Gornji Belvedere, 1721. – 1722. i Donji Belvedere, 1714. – 1716.), za princa Eugena Savojskog.
Hildebrandt je stvarao i po Bavarskoj, najpoznatiji njegov rad je dvorac Schloss Weissenstein u mjestu Pommersfelden.
Hildebrandt je projektirao mnoge znamenite palače po Beču (kao palaču Daun-Kinsky (1716.), i brojne sakralne objekte koji su danas ponos Beča;  Peterskirche, Pijarističku župnu crkvu Maria Treu, dominikansku crkvu u mjestu Gabelm (Češka), Teutonsku crkvu u Linzu.
U Hrvatskoj mu se pripisuje tvrđavska crkva sv. Ane u Slavonskom Brodu.

## Vanjske poveznice
- Johann Lukas von Hildebrandt na portalu arhINform
- Fotografije Johanna Lukasa von Hildebrandta  Arhivirana inačica izvorne stranice od 29. ožujka 2008. (Wayback Machine) - iz Austrijske enciklopedije